# Estratégia da tensão
A estratégia da tensão trata-se de um plano executado por facções interessadas em fomentar conflitos sociais violentos. Para os proponentes deste tipo de estratégia, esses atritos devem ser encorajados, ao invés de serem suprimidos, de forma que suas facções beneficiem-se dos resultados produzidos por essa tensão.

## Visão Geral
Estratégia de tensão é uma expressão que deriva do Italiano "Strategia della tensione", e diz respeito a um complexo emprego de ações sistematicamente levadas a cabo por membros de facções (criminosas, político-ideológicas, religiosas ou de classe), que queiram estabelecer e lucrar com essa chamada Nova Ordem de Tensão.
Tal estratégia nem sempre provém de uma chamada "elite" nacional e/ou global, podendo ser de origem estranha ao Estado e/ou a Constituição vigentes. Este tipo de plano pode visar múltiplos alvos, mas sempre tem por origem e objetivo criar insegurança e desestabilização psicológica, social ou politica de uma população, região ou Estado. Buscam assim criar uma ambiente de opinião pública favorável à instauração de um Estado policial em represália ao ambiente de Terrorismo extremo.
Seus instrumentos são ilegais, incluindo frequentemente meios violentos, como ataques terroristas — a exemplo do Atentado do Riocentro, onde militares ligados à Ditadura Militar Brasileira planejavam explodir uma bomba contra a própria população, em um festival de música popular.
Os assassinatos, sequestros, operações paramilitares, guerra psicológica, extorsão, incitação a Motim e disseminação de boatos por agentes provocadores, infiltrados (nem sempre do governo constituído), sendo a maior parte dessa prática com origem em oposição, mais que situação, segundo relatórios de Inteligência e/ou Interpol. Os executores poderão ou não ser membros dos serviços secretos dos Estados ou organizações afiliadas.
Embora ainda haja um certo ceticismo quanto à existência de tal estratégia, há casos provados, na história recente, notadamente quanto à realização de operações false flag («falsa bandeira»), caracterizando a Estratégia de tensão (Terrorismo). Sendo nos dias de hoje estudado como fenômeno identificado já na Segunda Guerra Mundial, como de Guerra total, sendo o caso, por exemplo, de atentados a princípio atribuídos a organizações de extrema-esquerda. Posteriormente, indícios, documentos e provas mostraram conexões entre os executores materiais desses atos — geralmente indivíduos ligados a organizações políticas de direita ou extrema-direita — e os serviços secretos e vice — versa, de quase todos os países da OTAN ou mesmo de Estados neutros, como a Suíça, bem como estranhos a esses, devendo ser exaustivamente estudados.

### Origem
A expressão estratégia da tensão no conceito da Guerra total, nem sempre de Guerrilha urbana, foi criada após a série de atentados ocorridos durante a Guerra Fria na Europa, particularmente entre 1969 e 1974. Na Itália teriam tido a finalidade de deslegitimar o Partido Comunista Italiano que, naqueles anos (1968–1978), estivera a ponto de se tornar o primeiro partido político do país, chegando a obter 34% de aprovação, em 1976, o característico do chamado Terrorismo, mais modernamente.

### Atentados na Itália
E é justamente na Itália que se registra a primeira referência à estratégia da tensão, após o atentado à Banca Nazionale dell'Agricoltura, em Milão, em 12 de dezembro de 1969, quando 16 pessoas morreram e 88 ficaram feridas. Outros eventos semelhantes se seguiram, como se anotou acima.
Entre os grandes atentados do período ocorreu em San Benedetto Val di Sambro, na província de Bolonha, região da Emília-Romanha, em 4 de agosto de 1974, e ficou conhecido como "massacre do Italicus". Uma bomba de alto potencial explodiu na carruagem 5 do trem Roma - Munique, via Brennero, provocando a morte de 12 pessoas e ferindo outras 44.
Posteriormente ainda se registraram dois outros eventos importantes. Em 2 de agosto de 1980, o massacre da gare central de Bolonha resultou na morte de 85 pessoas, ferindo outras 200, quando um explosivo de fabricação militar, colocado em uma valise abandonada, explodiu na sala de espera de 2ª. classe da estação ferroviária. A ação foi atribuída aos NAR - Nuclei Armati Rivoluzionari, uma organização terrorista de tipo fascista.
Posteriormente, em 23 de dezembro de 1984, houve o último grande atentado incluído na estratégia da tensão: o massacre do trem rápido 904 ou "massacre de Natal", que atingiu um trem proveniente de Nápoles com destino a Milão, nas proximidades do local do "massacre do Italicus", ocorrido 10 anos antes. Por suas características e pelos personagens envolvidos, a comissão parlamentar italiana sobre o terrorismo considerou este último atentado como o ponto de ligação entre os anos de chumbo e a guerra da Máfia, iniciada nos primeiros anos da década de 1990.

### Atentado do Riocentro
O atentado do Riocentro foi um ataque à bomba frustrado que seria perpetrado pelos militares Capitão Wilson Machado e o Sargento Guilherme Pereira do Rosário, dentro do Pavilhão Riocentro, na noite de 30 de abril de 1981, por volta das 21 horas, quando ali se realizava um show comemorativo do Dia do Trabalhador. O atentado falhou pois o artefato explosivo detonou antes do momento previsto, e acabou matando o Sargento Guilherme e ferindo o Capitão Wilson, que transportavam a bomba até o meio da multidão. O objetivo estratégico deste tipo de ação seria culpar a oposição ao regime ditatorial pelos mortos e feridos, com isso justificar o aumento da repressão ditatorial, retardando a abertura democrática do país.